# Martina Fehlner
Martina Fehlner (* 26. Juni 1960 in Aschaffenburg) ist eine deutsche Politikerin (SPD) und Sozialpädagogin. Sie ist seit 2013 Mitglied des Bayerischen Landtages.

## Werdegang
Fehlner besuchte bis zur Mittleren Reife 1977 die Maria-Ward-Schule Aschaffenburg und absolvierte im Anschluss eine dreijährige Ausbildung zur Einzelhandelskauffrau im elterlichen Ladengeschäft. Nach dem Fachabitur 1982 studierte sie Sozialpädagogik an der Fachhochschule Würzburg. 1987 schloss sie das Studium als Diplom-Sozialpädagogin ab. Ab 1988 volontierte sie beim Funkhaus Aschaffenburg, wo sie von 1990 bis 2013 als Moderatorin, Redakteurin und Ressortleiterin arbeitete. Daneben war sie als freie Mitarbeiterin für Tageszeitungen tätig, vornehmlich für Reisereportagen.
Fehlner trat 2000 in die SPD ein. Sie ist seit 2015 Vorsitzende des SPD-Unterbezirks Aschaffenburg und stellvertretende Vorsitzende des SPD-Bezirks Unterfranken.
Fehlner ist seit 2002 Stadträtin in Aschaffenburg. Bei der Landtagswahl 2013 zog sie über die Liste im Wahlkreis Unterfranken in den Bayerischen Landtag ein. 2018 und 2023 wurde sie wiedergewählt. In der 17. Wahlperiode war sie im Landtag Mitglied des Ausschusses für Kommunale Fragen, Innere Sicherheit und Sport, des Ausschusses für Umwelt und Verbraucherschutz sowie des Parlamentarischen Kontrollgremiums, des Weiteren Tourismus- und Medienpolitische Sprecherin der SPD-Landtagsfraktion. In der 18. Wahlperiode ist sie Mitglied des Ausschusses für Ernährung, Landwirtschaft und Forsten sowie Mitglied des Medienrates und des Beirates beim Unternehmen Bayerische Staatsforsten.

## Privates
Fehlner ist ledig und römisch-katholischer Konfession.